# Der tapfere Cassian
Der tapfere Cassian ist ein Puppenspiel in einem Akt von Arthur Schnitzler. Es wurde am 22. November 1904 – zusammen mit dem Einakter Der grüne Kakadu – im Kleinen Theater in der Praterstraße uraufgeführt. Die überarbeitete Fassung mit der Musik von Oscar Straus wurde am 30. Oktober 1909 in Leipzig aufgeführt. Sie erschien erstmals 1909 bzw. 1910 im S. Fischer Verlag.

## Hintergrund

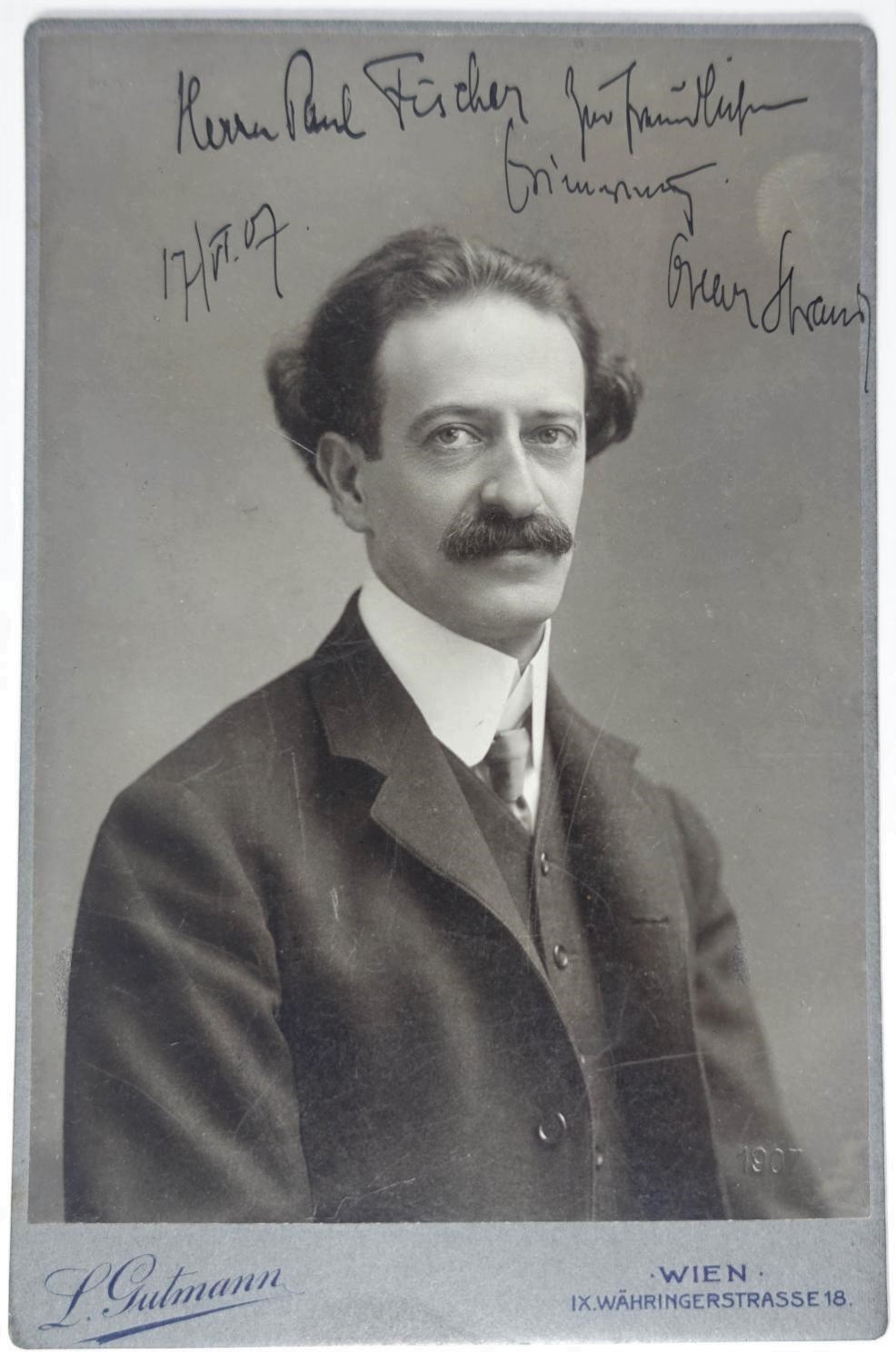
Oscar Straus auf einer Fotografie von Ludwig Gutmann, 1907

Eine Sonderstellung nehmen Der Schleier der Pierrette und Der tapfere Cassian ein, denn beide Werke hat Schnitzler unmittelbar für die Musik geschrieben. Das Stück fiel, im Gegensatz zu Der grüne Kakadu, bei der Uraufführung im November 1904 beim Publikum durch. Später arbeitete Schnitzler die Burleske zu einem Singspiel um. In dieser Version, zu der Oskar Straus die Musik schrieb, wurde es 1909 neu aufgeführt und veröffentlicht.
Bei der Überarbeitung intensivierte Schnitzler „das komische Element, mit dem er das klassische Salondrama hyperbolisch parodiert; auch ergänzte er neue Liedtexte. Der im Kostüm des Puppenspiels ohnehin miniaturisierte dramatische Konflikt – Cassian gewinnt gegen Martin im Spiel, in der Liebe und im Duell – schrumpft auf das Possierliche zusammen.“
Schnitzler hatte in Der grüne Kakadu, ebenso wie in seinen Marionettenspielen Der tapfere Cassian (1904) und Zum großen Wurstel (1905), mit antiillusionistischer Dramaturgie experimentiert.

## Handlung
Der Student Martin verlässt seine Freundin Sophie, um mit einer Tänzerin anzubändeln. Sein Vetter, der tapfere Cassian, erobert daraufhin Sophie und tötet Martin; doch am Ende fühlt auch er sich zu der Tänzerin hingezogen.

## Buchausgaben
- Der tapfere Kassian. Singspiel in einem Aufzug. Musik von Oscar Straus. Textbuch. Leipzig 1909.
- Der tapfere Kassian. Berlin: S. Fischer 1910.
- Gesammelte Werke. Die Theaterstücke. Berlin: S. Fischer 1912
- Der tapfere Cassian. Puppenspiel in einem Akt. Mit Steinzeichnungen von Oskar Laske. Wien u. Leipzig, Karl König, (1922)
- Arthur Schnitzler: Die Dramatischen Werke. Band 1, Frankfurt a. M.: S. Fischer 1962